# Karl Köther (ciclista nascido em 1942)
Karl Köther Jr. (Hanôver, 1 de janeiro de 1942) é um ex-ciclista alemão que competiu em duas edições dos Jogos Olímpicos de 1972, em Munique, onde representou a Alemanha Ocidental. Seu pai, também chamado Karl Köther, competiu nos Jogos Olímpicos de 1928.